# Antigüedad (kommunhuvudort)
Antigüedad är en kommunhuvudort i Spanien.   Den ligger i provinsen Provincia de Palencia och regionen Kastilien och Leon, i den centrala delen av landet, 170 km norr om huvudstaden Madrid. Antigüedad ligger 844 meter över havet och antalet invånare är 400.
Terrängen runt Antigüedad är huvudsakligen platt. Antigüedad ligger nere i en dal. Runt Antigüedad är det mycket glesbefolkat, med 6 invånare per kvadratkilometer. Närmaste större samhälle är Baltanás, 10,4 km väster om Antigüedad. Trakten runt Antigüedad består till största delen av jordbruksmark.